# Gentianopsis crinita
Gentianopsis crinita är en gentianaväxtart som först beskrevs av Joseph Aloys von Froelich, och fick sitt nu gällande namn av Yu Chuan Ma. Gentianopsis crinita ingår i släktet strandgentianor, och familjen gentianaväxter. Inga underarter finns listade i Catalogue of Life.